# Acanthermia pallida
Acanthermia pallida là một loài bướm đêm trong họ Noctuidae.